# Velika Trnava
Velika Trnava (1900-ig Trnava) falu Horvátországban Belovár-Bilogora megyében. Közigazgatásilag Hercegovachoz tartozik.

## Fekvése
Belovártól légvonalban 29, közúton 37 km-re délkeletre, Daruvártól légvonalban 18, közúton 28 km-re északnyugatra, községközpontjától 3 km-re északkeletre Monoszló keleti részén, a Trnava-patak partján fekszik.

## Története
A török kiűzése után az elhagyatott területen rengeteg szántóföld hevert parlagon, műveletlenül. Ezért a bécsi udvar elhatározta, hogy a földeket a betelepítendő határőrcsaládok között osztja fel. Az első betelepülő családok 1698-ban érkeztek Lika, Bosznia, a horvát Tengermellék, Imotski és kisebb számban az Isztria területéről. Újjászervezték a közigazgatást is. Létrehozták a katonai határőrvidéket, mely nem tartozott a horvát bánok fennhatósága alá, hanem osztrák és magyar generálisok irányításával közvetlenül a bécsi udvar alá tartozott.
A települést 1774-ben az első katonai felmérés térképén „Dorf Ternava” néven találjuk. A katonai közigazgatás idején a kőrösi ezredhez tartozott. Lipszky János 1808-ban Budán kiadott repertóriumában „Ternava” néven szerepel. Nagy Lajos 1829-ben kiadott művében „Ternava” néven 119 házzal, 600 katolikus vallású lakossal találjuk.
A katonai közigazgatás megszüntetése (1871) után Magyar Királyságon belül Horvát–Szlavónország részeként, Belovár-Kőrös vármegye Garesnicai járásának része volt. 1857-ben 637, 1910-ben 608 lakosa volt. 1910-ben a népszámlálás adatai szerint lakosságának 99%-a horvát anyanyelvű volt. Az első világháború után 1918-ban az új szerb-horvát-szlovén állam, majd később (1929-ben) Jugoszlávia része lett. 1941 és 1945 között a németbarát Független Horvát Államhoz, háború után a település a szocialista Jugoszláviához tartozott. 1991-től a független Horvátország része. 1991-ben lakosságának 95%-a horvát nemzetiségű volt. A közigazgatás átszervezése után 1993. április 28-án Hercegovac község része lett. 2011-ben a településnek 298 lakosa volt.

## Lakossága
| Lakosság változása | Lakosság változása | Lakosság változása | Lakosság változása | Lakosság változása | Lakosság változása | Lakosság változása | Lakosság változása | Lakosság változása | Lakosság változása | Lakosság változása | Lakosság változása | Lakosság változása | Lakosság változása | Lakosság változása | Lakosság változása |
| ------------------ | ------------------ | ------------------ | ------------------ | ------------------ | ------------------ | ------------------ | ------------------ | ------------------ | ------------------ | ------------------ | ------------------ | ------------------ | ------------------ | ------------------ | ------------------ |
| 1857               | 1869               | 1880               | 1890               | 1900               | 1910               | 1921               | 1931               | 1948               | 1953               | 1961               | 1971               | 1981               | 1991               | 2001               | 2011               |
| 637                | 603                | 594                | 646                | 660                | 608                | 627                | 619                | 581                | 576                | 530                | 479                | 412                | 401                | 337                | 298                |